# I Want a New Drug
I Want a New Drug è un singolo del gruppo musicale statunitense Huey Lewis and the News, pubblicato il 3 gennaio 1984 come secondo estratto dal terzo album in studio Sports.

## Accusa di plagio
Huey Lewis accusò Ray Parker Jr. di plagio, per il suo singolo Ghostbusters, pubblicato nel maggio dello stesso anno e colonna sonora del film omonimo. Ne seguì un procedimento giudiziario, concluso con un accordo extra-giudiziale. Lewis successivamente rese pubblici i termini dell'accordo (ovvero il fatto che la Columbia Pictures pagò un indennizzo), e Parker fece causa a Lewis per aver infranto la riservatezza relativa a tale accordo.

## Cover
- "Weird Al" Yankovic nel luglio 1985 fece una parodia della canzone intitolandola I Want a New Duck.
- Elio e le Storie Tese ne hanno fatto una cover in italiano, dal titolo La donna nuda. Il brano è contenuto nell'album Peerla del 1998.